# موندن (کانزاس)
موندن (به انگلیسی: Munden) شهری در ایالت کانزاس کشور ایالات متحده آمریکا است که جمعیت آن در سرشماری سال ۲۰۱۰ میلادی، ۱۰۰ نفر بوده‌است.